# Tereza Kožárová
Tereza Kožárová (18 ottobre 1991) è una calciatrice ceca, attaccante.

## Carriera
Segna 3 reti con lo Slavia Praga in Champions League nel 2019, contro l'Hibernian partita finita 1-4.